# Interior de São Paulo na Revolta Paulista de 1924
O interior de São Paulo foi palco da Revolta Paulista de 1924 desde julho, paralelamente à batalha pela cidade de São Paulo, até agosto e setembro, quando os rebeldes deixaram a capital e rumaram à divisa estadual, primeiro ao sul de Mato Grosso e depois ao Paraná. Há registro de revolta em 87 municípios, e em outros 32, de apoio à revolta. Facções políticas locais aderiram a um ou outro lado do conflito, cujo impacto foi sentido mesmo em municípios nunca percorridos pelo exército revolucionário.
As lideranças políticas municipais estavam alinhadas ao Partido Republicano Paulista e tendiam a ser contrárias à revolta, chegando a mobilizar seus eleitores em batalhões patrióticos para defender a causa dos governos estadual e federal. O centro do poder estadual estava ocupado pelos rebeldes, e dissidentes locais encontraram oportunidades para tomar o poder e instalar governos favoráveis à revolta, seja por iniciativa própria ou aliados aos militares rebeldes. Independente do lado, as prefeituras precisavam lidar com um clima de desordem e acolher centenas de milhares de refugiados da capital. A 9 de julho os rebeldes controlavam Itu, Jundiaí e Rio Claro, tomadas pelas unidades locais do Exército Brasileiro, e Campinas, uma das cidades mais importantes do estado. O governo tinha firmes, desde o início, a conexão com o Paraná, de Itararé até Itapetininga, o vale do Paraíba e a baixada Santista.
Três brigadas legalistas vieram do Paraná, Mato Grosso e Minas Gerais para sitiar a capital; contra elas, os rebeldes mandaram três destacamentos. A brigada mineira foi derrotada na Estrada de Ferro Mogiana pela “Coluna da Morte” de João Cabanas. A brigada mato-grossense demorou demais para se deslocar, permitindo a captura pelos rebeldes de Bauru, entroncamento ferroviário crucial. 300 soldados da Força Pública de São Paulo que poderiam ter defendido Bauru haviam sido mandados embora pelo seu comandante em 10 de julho, após o governo estadual retirar-se do Palácio dos Campos Elíseos. A ofensiva legalista só teve sucesso na Estrada de Ferro Sorocabana, onde a “Coluna Sul” venceu as batalhas de Pantojo e Mairinque. Ela já estava prestes a cortar a única ligação férrea de São Paulo a Campinas quando o comando revolucionário abandonou a cidade com todo seu exército, na noite de 27 de julho. Portanto, essa campanha no interior foi fundamental para o desfecho da luta na capital.
A retirada seguiu na direção do rio Paraná, divisa com Mato Grosso. Como a conexão ferroviária por Três Lagoas estava ocupada, os rebeldes deram a volta em Botucatu e seguiram a Presidente Epitácio, alcançada pela vanguarda em 6 de agosto. Ao longo de todo o trajeto os legalistas da Coluna Sul, comandados pelo general Azevedo Costa, seguiram no seu encalço, travando diversas batalhas. De Botucatu em diante, a retaguarda dos rebeldes foi garantida pelo batalhão Cabanas, que destruía a infraestrutura ferroviária para retardar o inimigo. Na vanguarda, um batalhão rebelde adentrou Mato Grosso, onde foi derrotado na batalha de Três Lagoas, em 18 de agosto. Restou a opção de descer o rio e se fixar no oeste do Paraná. Em 10 de setembro todos os rebeldes já haviam deixado Presidente Epitácio, mas a descida do rio foi lenta, e só em outubro todos estavam no Paraná, onde a campanha prolongou-se até 1925.

## Repercussão da Revolta

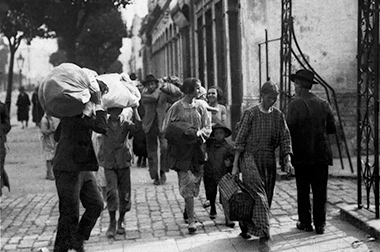
Refugiados da guerra na cidade de São Paulo

Em 5 de julho, as primeiras notícias da revolta em São Paulo chegaram ao interior pelo telefone. O movimento foi acompanhado com alvoroço e muitos boatos. As conexões ferroviárias à capital foram interrompidas, e quando retornaram, no dia 12, eram irregulares e arriscadas. As matérias-primas e alimentos pararam de entrar na cidade. Os municípios dependiam do poder central na capital, e foram deixados desamparados pela sua ocupação pelos rebeldes liderados pelo general Isidoro Dias Lopes. Até 250 dos 700 mil habitantes da capital rumaram aos seus subúrbios ou aos municípios interioranos, fugindo do intenso bombardeio de artilharia iniciado a partir do dia 11. Os refugiados chegavam principalmente de trem a municípios como Campinas, Jundiaí, Itu, Rio Claro e até municípios distantes como Bauru. As famílias ricas preferiam recolher-se a suas fazendas ou a Santos.
O súbito crescimento populacional trouxe problemas de abastecimento nos municípios interioranos. Campinas, o maior destino dos refugiados, tinha 25 mil até 17 de julho, e pode ter recebido até 100 mil. Conforme um relatório da Comissão Católica de Socorros:

Em dois dias todos os hotéis e hospedarias ficaram abarrotados. Entretanto os fugitivos continuavam a chegar em grandes levas, na sua quase totalidade completamente desprovidos de recursos e muitíssimos, só com a roupa do corpo. A cidade transbordava. Não só os hotéis mas as casas particulares estavam repletas de pacientes, amigos ou conhecidos de seus proprietários. Pessoas dormiam ao relento e os automóveis serviam de dormitórios! A situação era premente e em extremo aflitiva. E os foragidos continuavam sempre a chegar em número incalculável, tornando a situação cada vez mais desesperadora.

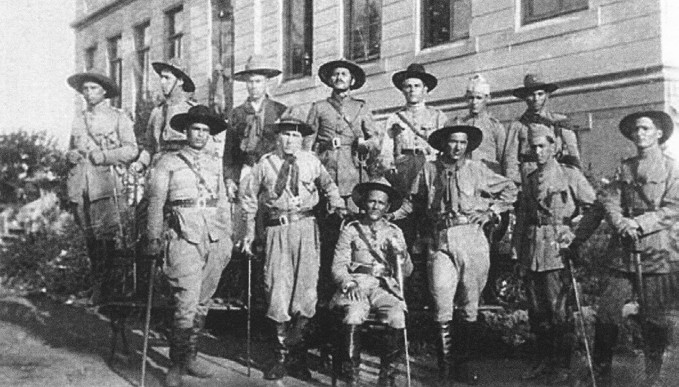
Reforços do Exército em Itapetininga

A Revolta em si, embora focada na capital, espalhou-se ao interior. Cidades interioranas apoiaram o movimento desde o início. Há registro de revolta em 87 municípios paulistas e manifestações de apoio em outros 32. Controlar o interior não estava nos planos dos iniciadores do levante; o objetivo era capturar São Paulo imediatamente e prosseguir ao Rio de Janeiro para derrubar o governo federal. Bastava que as unidades militares do interior aderissem ao movimento. Mas este plano desandou, a marcha para o Rio de Janeiro não ocorreu, e surgiu a necessidade de expandir o território para o interior, garantindo uma possível rota de fuga na retaguarda. Os novos territórios foram aproveitados para alistar voluntários e requisitar dinheiro e materiais.

## Participação local

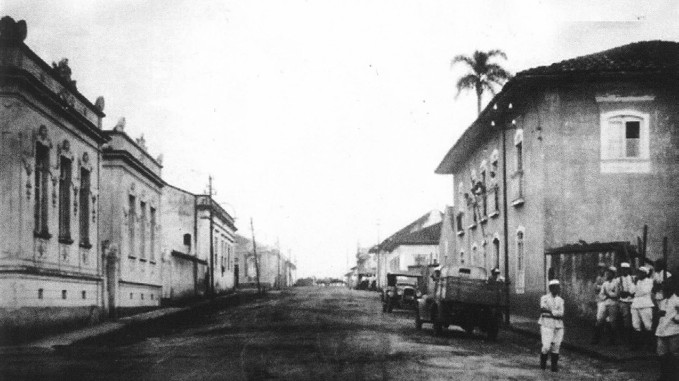
Casarão do coronel Fernando Prestes de Albuquerque, centro do esforço de guerra legalista em Itapetininga

Ao estender sua influência ao interior, os revolucionários associaram-se a oposições e grupos dissidentes locais. Não obstante o não-envolvimento originalmente pretendido pelos rebeldes na política municipal, 35 municípios tiveram governos revolucionários, seja pela adesão ou substituição dos prefeitos e delegados. “Governadores municipais”, “governadores militares” e novos delegados eram nomeados. Mas a revolução impactou mesmo locais nunca percorridos pelas tropas revoltosas, e em 21 municípios, ela começou pela iniciativa de civis.
No cenário político de cada município, situacionistas e oposicionistas escolheram entre aderir à revolta, tentar ser apolíticos ou permanecer leais ao governo federal de Artur Bernardes. A tendência era a lealdade dos chefes políticos à legalidade, ou seja, ao presidente estadual Carlos de Campos e ao Partido Republicano Paulista. Mas a revolta abria uma grande oportunidade para dissidências políticas locais, que se aproveitaram também da fraqueza de muitos prefeitos desde as disputadas eleições municipais de 1922. Lideranças políticas tentaram unir-se em defesa de seu interesse comum, a manutenção da ordem, mas sua capacidade de controlar dissidências estava enfraquecida. A população em vários lugares expressava apoio ao movimento rebelde, e o clima era de instabilidade e terror.
As mudanças de governo aconteciam de várias formas. Militares revolucionários podiam tomar o poder para si, como em Jundiaí e Itu, ou entregar o poder a civis locais, que podiam ser idealistas e ativistas ou políticos da oposição. Noutras vezes, os dissidentes tomavam o poder por conta própria. Em municípios como Avaí e Promissão, os políticos situacionistas conseguiram se alinhar à revolta. Em Araras o período foi caótico, dominado por dissidentes locais pouco ligados à revolta. Em São Simão e Bebedouro, longe das colunas revolucionárias, os dissidentes locais tentaram, mas não conseguiram, destituir o governo.
Em meio ao conflito, os governos municipais convocavam reservistas e criavam guardas locais. Campinas, por exemplo, chamou voluntários ao policiamento, controlou a saída de gêneros do município, tabelou os preços dos gêneros de primeira necessidade, nomeou um fiscal do expurgo do café, contratou trabalhadores para a limpeza pública e abriu crédito. Para a população, a situação era confusa. A lei não funcionava plenamente, São Paulo entrava em guerra civil e o governo federal implantava o estado de sítio. Os revolucionários improvisavam seus meios de administrar os municípios, às vezes recorrendo a ameaças e violência.
Civis locais participaram ativamente em ambos os lados do conflito. Em nome da revolução, pequenos grupos de sargentos e aliados civis tomaram Câmaras Municipais, delegacias, Tiros de Guerra, centros telefônicos e estações ferroviárias e telegráficas. Também é digna de nota a contribuição de trabalhadores das ferrovias à logística dos revoltosos. Os coronéis legalistas arregimentaram batalhões patrióticos, exércitos particulares recrutados entre seu eleitorado, como já era comum fazerem em eleições. Seu armamento era semelhante ao do Exército, mas o nível de instrução não era comparável. O tenente rebelde João Cabanas, que reforçou sua coluna com voluntários e prisioneiros, referiu-se tanto a seus combatentes quanto aos irregulares legalistas como “bandoleiros”, pois a composição da tropa era a mesma.

## Campanhas em julho

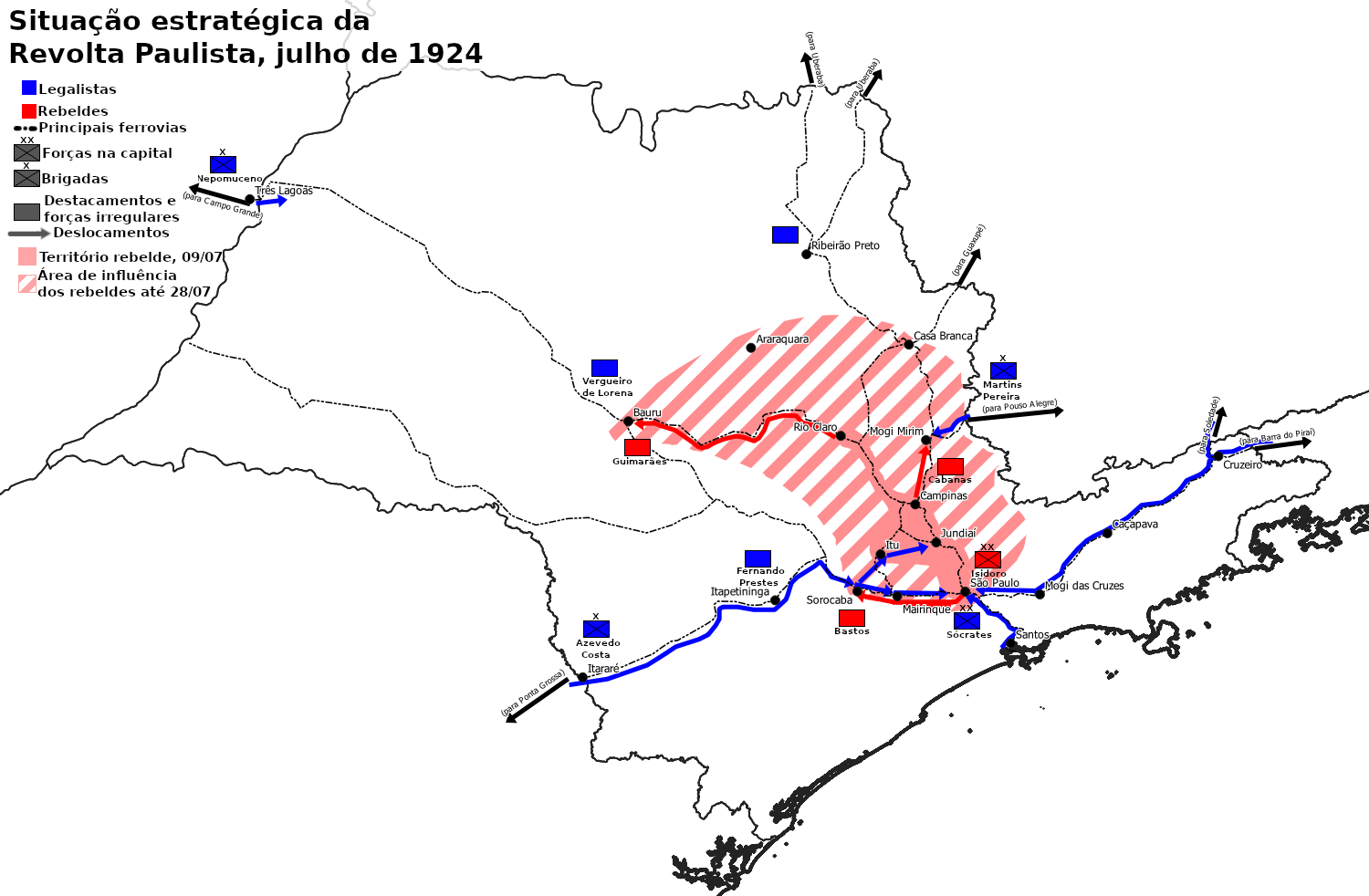
Situação estratégica da revolta em julho

O vale do Paraíba, o ramal de Itararé, na divisa com o Paraná, e a baixada Santista estiveram sob controle do governo desde os primeiros dias. O controle dos rebeldes, a 9 de julho, alcançava Jundiaí, Itu e Rio Claro, ocupadas pelas unidades locais do Exército antes de seus deslocamentos à capital. Ao sair, essas unidades deixavam para trás frações de tropa com as quais novas frentes seriam abertas.
Em Campinas, o chefe da oposição municipal, Álvaro Ribeiro, foi empossado na Prefeitura no dia 10. O destacamento policial havia seguido a São Paulo, e desde o dia 6 a única força de segurança era o Tiro de Guerra 176, cujo comandante acatou ordens dos revolucionários. Campinas era uma cidade estratégica, com posição topográfica privilegiada, grande arrecadamento da cafeicultura e o maior entroncamento ferroviário do estado, controlando o acesso ao interior. A jurisdição de Álvaro Ribeiro, “governador de Campinas”, foi aumentada no dia 15 pelo “Governo Provisório” do general Isidoro, com autorização para intervir em outros municípios. Ele e o prefeito de Jundiaí eram os únicos civis com autoridade para fazer requisições.
O comando legalista organizou três brigadas regulares (do Exército e Forças Públicas) para sitiar a cidade, cortando os acessos ao interior. Elas viriam do Paraná, Mato Grosso e Minas Gerais, respectivamente comandadas pelos generais Azevedo Costa, João Nepomuceno da Costa e Martins Pereira. O comando revolucionário reagiu em 17–19 de julho enviando três colunas ao interior, sob o comando do capitão da Força Pública Francisco Bastos, na Estrada de Ferro Sorocabana, tenente da Força Pública João Cabanas, na Estrada de Ferro Mogiana, e capitão do Exército Otávio Muniz Guimarães, nas Estradas de Ferro Paulista e Noroeste. A expansão revolucionária no interior consolidou o triângulo entre São Paulo, Campinas e Sorocaba, além de um cone na direção de Bauru e Araraquara.

### Primeiras áreas legalistas

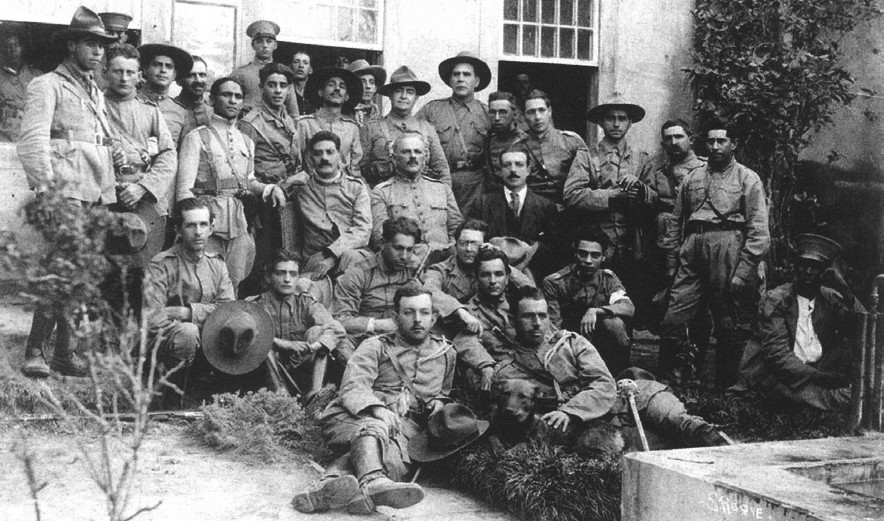
Oficialidade dos batalhões patrióticos de Itapetininga

O vale do Paraíba paulista, no plano dos rebeldes, já teria sido cruzado na noite de 5 de julho, e as tropas sublevadas estariam reunidas em Barra do Piraí, já em território fluminense. Esse deslocamento foi cancelado devido à resistência legalista inesperada dentro de São Paulo. Às 13h00 do dia 5, regimentos legalistas mineiros já estavam em ordem de marcha para o vale do Paraíba, que foi rapidamente fechado ao movimento dos rebeldes. No dia 7 o general Eduardo Sócrates, comandante da divisão legalista enviada contra São Paulo, reuniu seu estado-maior em Barra do Piraí. Em seguida, ele estabeleceu seu quartel general em Caçapava e posto de comando em Mogi das Cruzes, e por fim, o quartel em Mogi e o posto de comando em Guaiaúna, no leste de São Paulo.
Em Itapetininga, no caminho para o Paraná, os coronéis locais foram os primeiros a organizar a resistência. Fernando Prestes de Albuquerque, vice-presidente de São Paulo, reuniu em seu sobrado outros políticos como Júlio Prestes, Washington Luís e Ataliba Leonel. Eles mobilizaram policiais e “patriotas” de Itapetininga, Sorocaba, São Roque, Avaré e outras cidades. Os irregulares foram organizados num Grupo de Batalhões de Caçadores, com três Batalhões de Caçadores Patriotas, nomeados de acordo com seus patronos: 1.º (“Fernando Prestes”), 2.º (“Ataliba Leonel”) e 3.º (“Washington Luís”). Um 4.º (“Júlio Prestes”), em vias de organização em Itapetininga, não chegou a ser completado. Em 8 de julho o batalhão Fernando Prestes já estava formado em Sorocaba, e no dia seguinte, os batalhões Ataliba Leonel e Fernando Prestes; no dia 10, eles se deslocaram a Itapetininga.
Os rebeldes tinham planos para um levante em Santos, e enviaram telegramas com ordens para o capitão tenente Soares de Pina, comandante da Escola de Aprendizes Marinheiros e do Tiro Naval de Santos, e para o tenente Luis Braga Mury, do 3.º Grupo de Artilharia de Costa do Forte de Itaipu, ambos na baixada Santista. Os telegramas foram interceptados, e os cabeças do levante, presos antes mesmo de recebê-los. A chegada da Marinha consolidou a posição do governo na cidade. Em 6 de julho uma força-tarefa naval encabeçada pelo encouraçado Minas Gerais atracou e desembarcou um contingente de marinheiros, que prosseguiram a São Paulo. O contra-almirante José Maria Penido, comandante da força-tarefa, foi nomeado governador civil e militar da cidade. Um representante da Comissão de Abastecimento Público de São Paulo desceu a serra para comprar alimentos, mas a resposta do almirante foi: “não deixarei subir um grão de arroz para São Paulo.”

### EF Mogiana

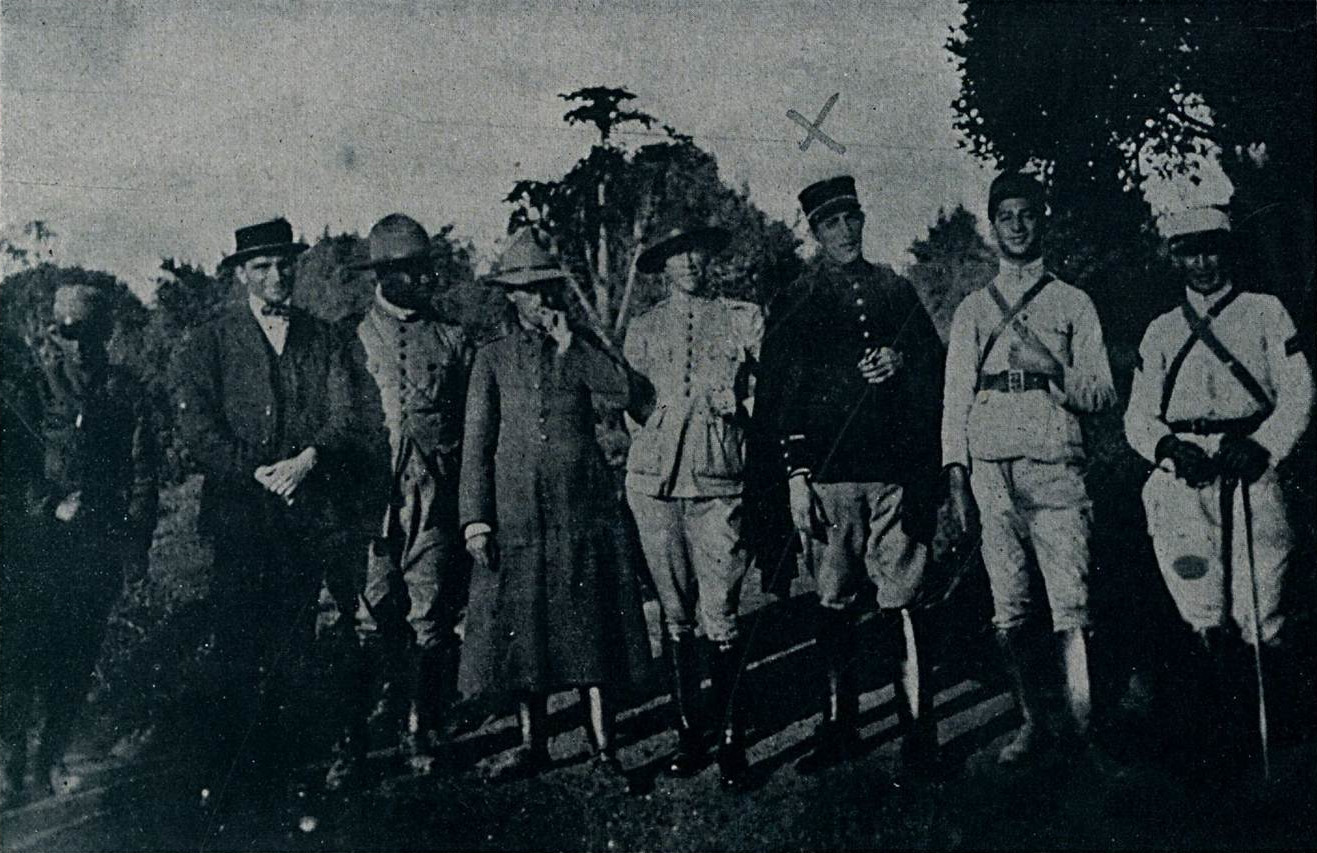
João Cabanas (marcado com um "X") e seu Estado-Maior em Amparo

Em 19 de julho o tenente João Cabanas partiu ao norte de Campinas com 95 soldados. Contra ele, irregulares e policiais da região de Pirassununga e Ribeirão Preto, liderados pelo deputado Fernando de Sousa Costa, convergiam em Mogi Mirim, ao norte de Campinas, à espera do general Martins Pereira. Os regulares legalistas — policiais paulistas e reforços vindos de Pouso Alegre —  não eram mais que 800. Os primeiros a chegar de Minas Gerais foram o contingente ou batalhão Amaral, da Força Pública mineira. Mais tarde (21 de julho), o principal componente dessa força, o 5.º Batalhão de Infantaria mineiro, chegou a Ouro Fino com 350 homens. O Exército contribuiu com uma bateria do 2.º Regimento de Artilharia Montada e um pelotão do 1.º Regimento de Cavalaria Divisionário.
Apesar de sua vantagem numérica, o comandante legalista dispersou demais suas forças e agiu com passividade, sofrendo várias derrotas a uma tropa pequena, mas experiente e bem-motivada. Cabanas manteve sua força concentrada e em constante movimento e fez o possível para enganar seu oponente quanto à sua direção e efetivo. Por seus ardis, como telegramas com informações falsas e trens ornamentados com falsos canhões e metralhadoras, ele é considerado pioneiro na guerra psicológica no Brasil. Um mito surgiu ao redor das figuras de João Cabanas e sua “Coluna da Morte”, como o contingente ficou conhecido nesse período. Cabanas tornou-se bem conhecido entre combatentes e civis e repercutiu na imprensa, ganhando entre os governistas a reputação de líder truculento, acusado de muitos crimes.
Conforme o relato de Cabanas, logo no início ele telefonou a Ribeirão Preto dizendo ter mil homens a caminho. Em 20 de julho ele conquistou Jaguariúna e, em vez de seguir na estrada para Mogi Mirim, foi a leste para Amparo e Itapira no dia 21. Após convencer os legalistas que atacaria pelo leste, voltou a Jaguariúna e invadiu Mogi Mirim pelo sul. Desorientados, os legalistas recuaram no dia 23. Após o comboio revolucionário seguir a norte para Casa Branca, os irregulares presentes em Ribeirão Preto dispersaram-se. No dia 24 ele repeliu um pelotão legalista que vinha de Eleutério, e no dia 26, tomou de assalto Espírito Santo do Pinhal. Consequentemente, o general Martins Pereira não conseguiu tomar Campinas e isolar os revolucionários na capital.

### EF Paulista

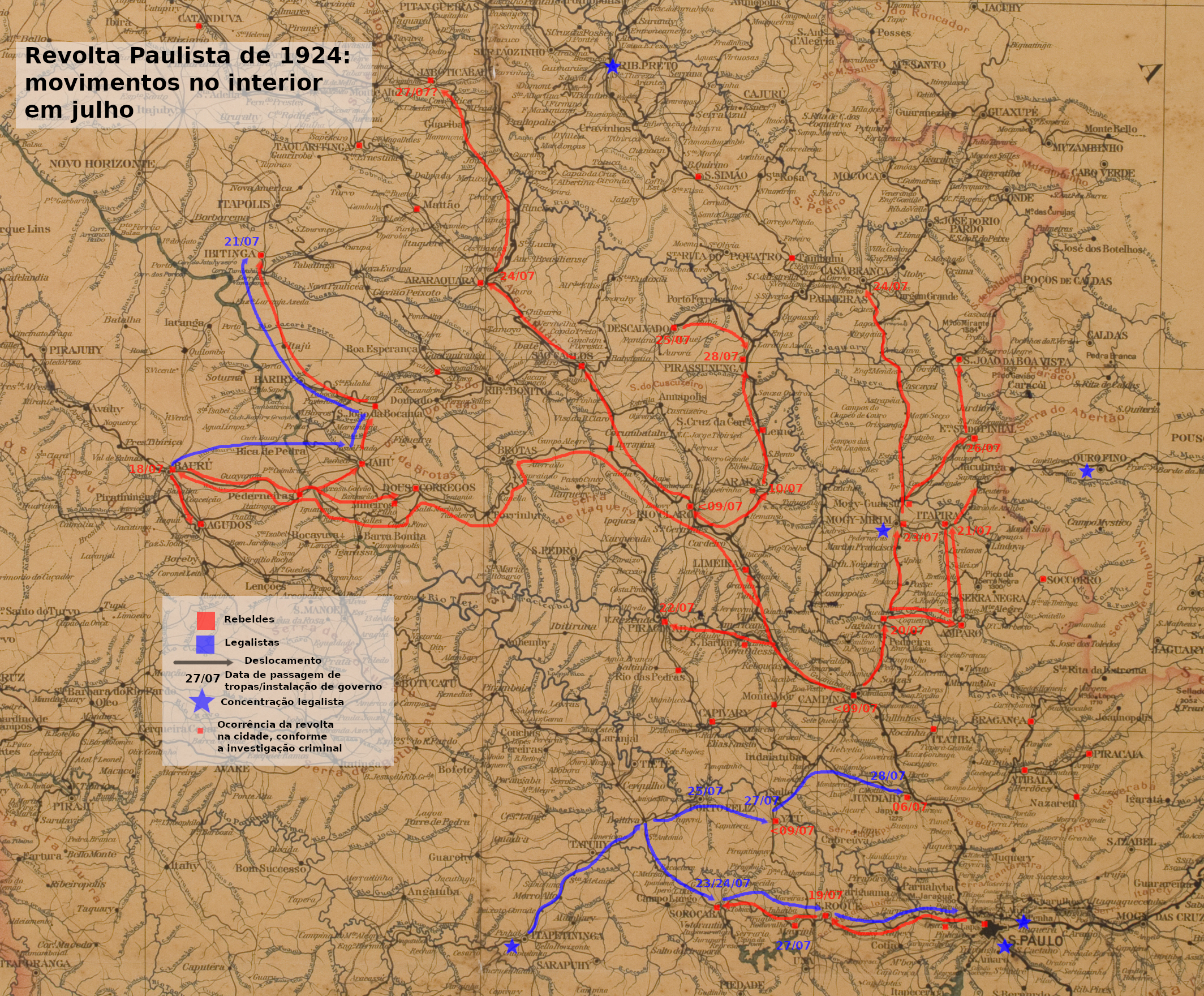
Operações na região de São Paulo até Bauru

A maior autoridade revolucionária nas Estradas de Ferro Paulista e Noroeste era o capitão Guimarães, mas também atuaram os grupos do tenente Virgílio Ribeiro dos Santos e de vários sargentos. Virgílio, comandante do destacamento policial de Rio Claro, retornou à cidade dias após o embarque para a capital.  A partir de Rio Claro e Campinas os revolucionários ocuparam os municípios de Piracicaba, Limeira, São Carlos, Araraquara, Araras, Pirassununga, Descalvado e Jaboticabal.
Em Araras, civis locais instalaram um governo revolucionário no dia 10. Piracicaba teve seu novo governo instalado no dia 22. O governo revolucionário em Jaboticabal permitiu a passagem de um grupo de rebeldes, nos dias 27 a 29, para confiscar as armas do Tiro de Guerra local. Araraquara foi capturada pelo tenente Virgílio com cerca de 50 soldados do Exército e da Força Pública; o prefeito abandonou a cidade no dia 24 e um novo governo local foi nomeado.
Em Pirassununga, o 2.º RCD, sediado na cidade, era legalista, mas após sua partida para a capital, apenas uma pequena força ficou para defender o quartel. A cidade foi capturada no dia 28 pelo advogado Francisco Octaviano da Silveira e os sargentos Domingos Teixeira de Barros e Benedicto de Paula, que reuniram forças de Descalvado (cidade tomada no dia 25) e Araras. Após tomar Pirassununga, os sargentos e civis ofereceram ao destacamento de Leme para aderir à revolução, mas sem sucesso.

### Bauru
O capitão Guimarães partiu a Bauru sem tropa; seus homens foram alistados nas cidades do caminho. Ainda assim, essa força improvisada conseguiu ocupar a cidade em 18 de julho. Não houve combates desgastantes nesse eixo. Bauru havia sido abandonada pelos 300 legalistas da Força Pública, concentrados ali em 10 de julho. Seus defensores haviam sido dispersos pelo major Januário Rocco, do Corpo Escola, e capitão Salvador Moya, do 3.º Batalhão de Infantaria, após a notícia do abandono da capital pelo governo estadual, e rumores infundados da vinda de revolucionários. O deputado Eduardo Vergueiro de Lorena não acreditou nos boatos e transformou seus patriotas numa pequena companhia motorizada (“coluna volante”), mas ele não conseguiu retomar a cidade e seguiu à margem norte do rio Tietê, atuando a oeste de Araraquara. O abandono de Bauru e sua captura pelo capitão Guimarães, mantendo o acesso até o oeste paulista, foram cruciais para o futuro da revolta. Bauru tinha uma forte oposição local, disposta a apoiar os revolucionários, e uma convergência de três estradas de ferro, sendo assim passagem quase obrigatória para Mato Grosso, de onde se esperava obter adesões.
Vergueiro de Lorena seguiu a Jaú, intentando cortar o caminho entre São Paulo e Bauru; seus destacamentos destruiriam a balsa do rio Tietê, entre Jaú e Pederneiras, e a ponte da Paulista sobre o Tietê, mas ele não conseguiu concretizar esse plano. Os revolucionários do capitão Guimarães, retornando de Bauru, passaram por Jaú e encontraram a “coluna volante” no rio Jacaré, em Bocaina, preparada para uma luta em campo aberto. Como os revolucionários não quiseram atacar, a “coluna volante” seguiu a Ibitinga, onde ficou no dia 21; mais tarde os revoltosos também ocuparam essa cidade. A partir de Bauru eles também ocuparam Agudos e Dois Córregos.

### Direção de Mato Grosso
Os reforços legalistas vindos da 4.ª Circunscrição Militar, de Mato Grosso, demoraram demais para impedir a queda de Bauru ou ameaçar o capitão Guimarães. O percurso ferroviário de Campo Grande, de onde as forças eram concentradas, até Três Lagoas, na divisa com São Paulo, era de algumas horas pela Noroeste, mas se passaram mais de 20 dias da emissão da ordem até a chegada na divisa. A 29 de julho, uma primeira força transpunha o rio Paraná, mas estava sem víveres e munição. Só em agosto eles chegariam a Bauru. O destacamento Guimarães monitorou tais reconhecimentos, mas não agiu em força contra eles.
Pouco mais de 2 000 combatentes foram mobilizados em Mato Grosso, dos quais pelo menos metade eram irregulares; os coronéis eram mais eficientes em arregimentar soldados do que o sistema do serviço militar obrigatório. Porém, os comandantes do Exército não confiavam nos irregulares. A mobilização foi desorganizada, as decisões do comando tiveram muitos atrasos e o general Nepomuceno chegou a ser acusado de inépcia. Fora das ferrovias, o transporte era lento; as unidades não tinham caminhões próprios e precisavam de ajuda privada ou da tração animal.
A oficialidade mato-grossense era descontente e repleta de simpatizantes da revolta. A desconfiança do governo contribuiu ao atraso do deslocamento.  O tenente-coronel Ciro Daltro, comandante do 16.º Batalhão de Caçadores e da Brigada Mista organizada para seguir a Bauru, pode ter arrastado a operação, favorecendo os revolucionários. Houve uma tentativa de adesão à revolta no 17.º BC, em Corumbá, e uma revolta plena no 10.º Regimento de Cavalaria Independente, de Bela Vista, em 12 de julho. Outras unidades foram destacadas para atacar esse regimento, mas a revolta foi suprimida de dentro para fora pelos sargentos da unidade, que permaneceram leais ao governo. Com a situação controlada, o regimento seguiu no caminho a Três Lagoas no dia 23. Alguns oficiais revolucionários, sem tropas, conseguiram abandonar a coluna e se juntar aos revoltosos.

### EF Sorocabana

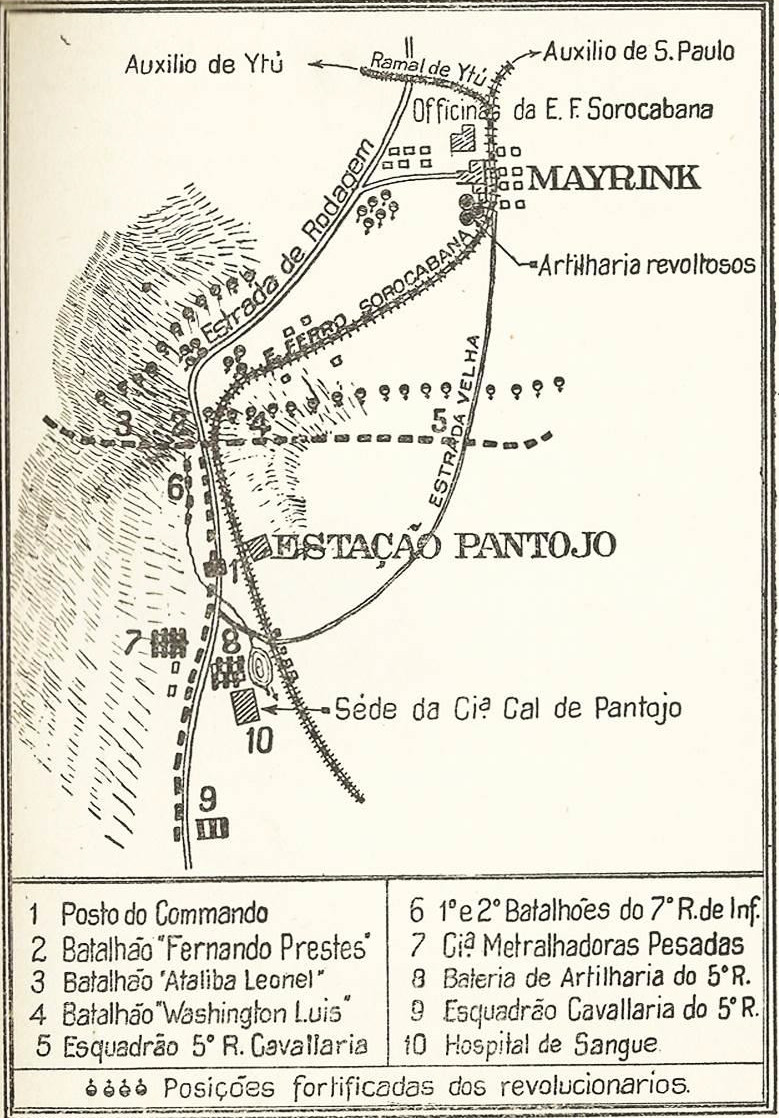
Posições dos legalistas e revolucionários em Pantojo e Mairinque

Antes da chegada do capitão Francisco Bastos e seu destacamento a São Roque, entre São Paulo e Sorocaba, cerca de 30 revolucionários, apoiados pelo destacamento local, tomaram a cidade em 17 de julho. Alguns dias depois, outro grupo de 80 homens passaria pela cidade. O capitão Bastos, com um efetivo de 200 homens, estabeleceu seu posto de comando em Sorocaba. Numa postura inversa à do tenente Cabanas na Mogiana, ele preparou uma defesa de posição, o que acabou por dar tempo aos legalistas para organizar sua ofensiva.
Além dos batalhões patrióticos, os legalistas em Itapetininga reuniram 300 homens da Força Pública de São Paulo. Do Paraná vieram um batalhão policial, o 13.º Regimento de Infantaria (RI), o 5.º Regimento de Cavalaria Divisionário (RCD) e a 3.ª Bateria do 5.º Regimento de Artilharia Montada (RAM); de Santa Catarina, um batalhão policial; e do Rio Grande do Sul, o 7.º RI. A oficialidade do 13.º RI simpatizava com os revolucionários. Em 20 de julho estas unidades foram organizadas no Destacamento ou Coluna Sul, inicialmente sob o comando do coronel Franco Ferreira. O general Azevedo Costa só chegaria a Itapetininga para assumir o comando em 24 de julho.
A Coluna Sul foi dividida num grosso, que seguiu a Boituva, e duas vanguardas: a esquerda, do coronel Abreu Lima, no rumo de Itu, e a direita, do coronel Franco Ferreira, para São Paulo via Sorocaba. A cavalaria legalista alcançou Ipanema no dia 21. Abreu Lima alcançou Porto Feliz no dia 25 e Itu no dia 27, sem resistência. O destacamento de Franco Ferreira adentrou Sorocaba em 23 ou 24 de julho, sem encontrar resistência, e prendeu o comandante do destacamento local da Força Pública e seus 40 soldados.
Os revolucionários, cientes do movimento inimigo, haviam abandonado a cidade e retraído para a região de Mairinque, com postos avançados em Pantojo. Nesta posição estratégica, a Estrada de Ferro Sorocabana convergia com a estrada de rodagem em meio a morros onde se podia fixar posições defensivas. A vanguarda direita legalista encontrou-os ali no dia 25 e lutou por dois dias e duas noites. Ambos os lados usaram artilharia em campo aberto. Às 09h00 do dia 27, após uma nova barragem de artilharia, os legalistas encontraram as posições revolucionárias abandonadas. Informado da retirada da divisão revolucionária principal em São Paulo, o capitão Bastos recebera ordens para abandonar Mairinque e se unir às outras forças.
Este eixo foi o único com sucesso estratégico legalista: enquanto patrulhas de cavalaria legalistas seguiam de São Roque à capital no dia 28, a vanguarda esquerda prosseguia a Jundiaí, pretendendo cortar o acesso dos revolucionários a Campinas. Um esquadrão de cavalaria revoltoso passou por Votorantim, dizia-se que para cortar a estrada entre Sorocaba e Mairinque, mas ele foi rendido na cidade de Una e levado prisioneiro pelo batalhão Fernando Prestes.

## Retirada de São Paulo

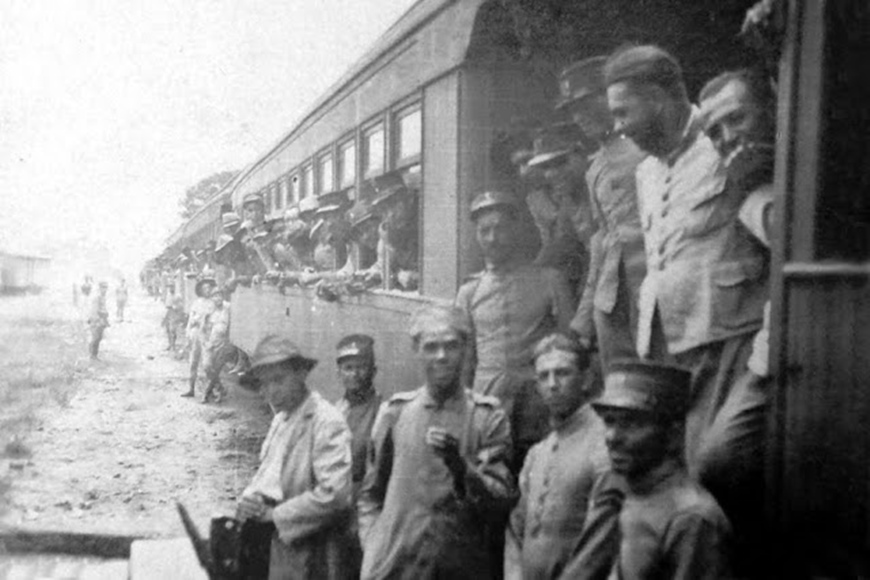
Deslocamento militar de trem

Em 27 de julho o comando revolucionário escolheu abandonar a cidade de São Paulo e seguir no rumo de Mato Grosso, onde poderiam continuar o movimento ou retirar-se para o exílio. À noite o exército revolucionário inteiro, com 3 500 a 6 000 homens e suprimentos abundantes, partiu de trem. Havia motivos dentro da capital para essa decisão — a inexistência de qualquer chance de sucesso e a brutalidade do bombardeio legalista. Os eventos no interior foram também cruciais. A Coluna Sul do general Azevedo Costa estava prestes a cortar a última saída da cidade: ao meio-dia de 28 de julho, sua vanguarda alcançou Jundiaí após passar por Itu.
Um dia de diferença teria preso os rebeldes dentro da capital. O sucesso legalista na Sorocabana, portanto, apressou a decisão; para o general legalista Abílio de Noronha, foi ele “quem de fato obrigou os revoltosos a uma retirada”. Da mesma forma, a viabilidade da retirada deve ser creditada ao fracasso legalista no eixo da Mogiana. Segundo Lourenço Moreira Lima, secretário da Coluna Miguel Costa-Prestes, abandonar a capital paulista foi a resposta correta ao “círculo de ferro” preparado pelo governo.
As distâncias ferroviárias eram grandes: de São Paulo ao rio Paraná, 688 quilômetros até Três Lagoas ou 680 até Porto Epitácio. As estradas de rodagem não eram alternativas: as poucas existentes eram caminhos de terra usados pelos vaqueanos. O movimento dependeu do controle das ferrovias. Á medida que os rebeldes se retiravam e os legalistas recuperavam o controle, os governos municipais alinhados à revolta foram destituídos. Os destacamentos rebeldes no interior foram absorvidos pela divisão principal ao longo de sua trajetória.

### Reorganização em Bauru

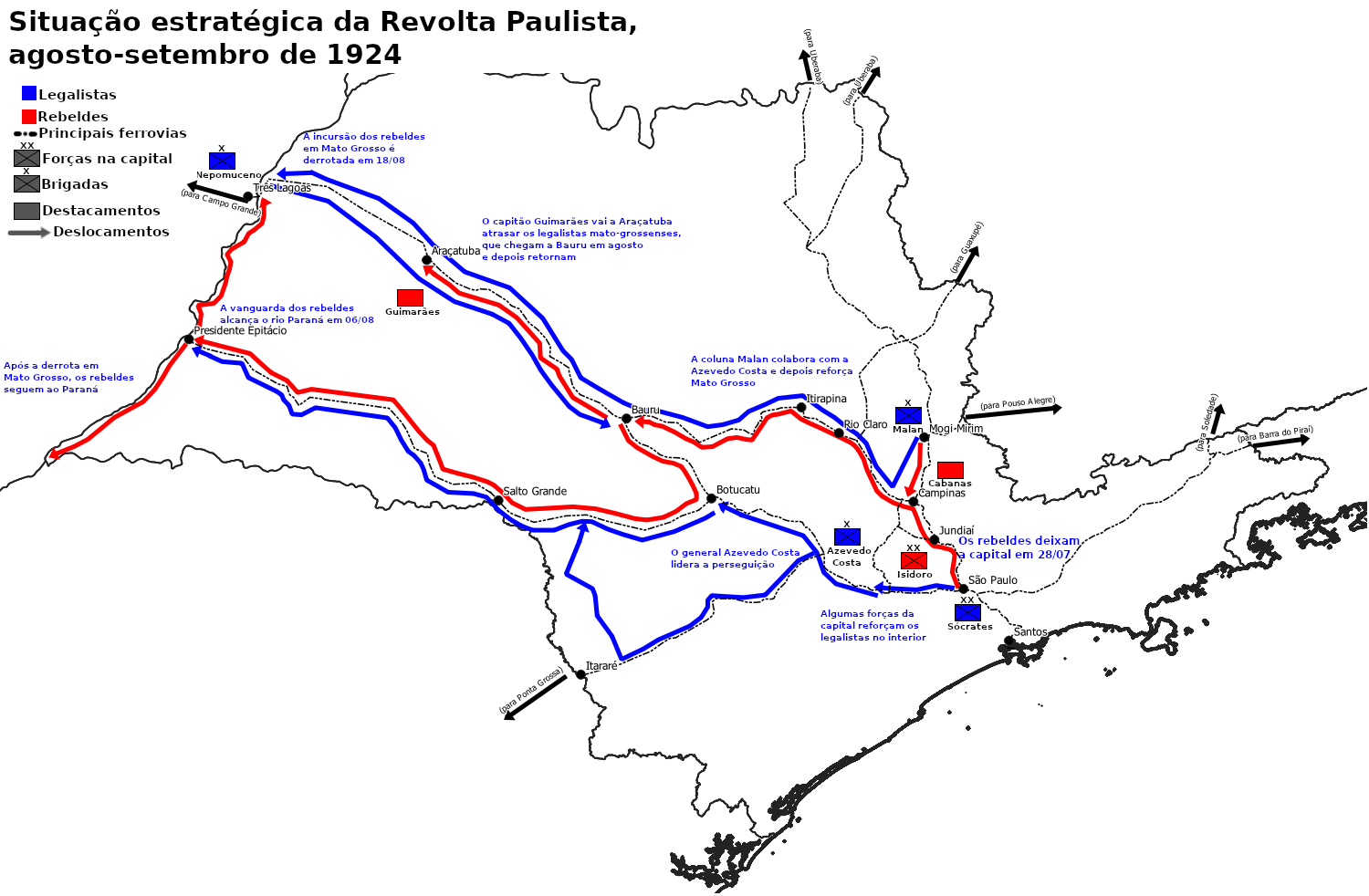
Mapa da retirada

Devido ao sucesso legalista no eixo de Sorocaba, a única rota disponível era por Bauru, aonde o grosso dos revolucionários chegou em 28 de julho, passando por Campinas, Rio Claro e Itirapina. A coluna do tenente Cabanas cobriu a retaguarda em Mogi Mirim e foi uma das últimas forças a se retirar. O último dos comboios vindos da capital entrou em Itirapina, centro de baldeação da Companhia Paulista, às 07h00 do dia 28, e ao longo dos três dias seguintes, a carga foi transferida dos vagões de bitola estreita aos de bitola larga. A 29 de julho, a tropa foi reorganizada em um regimento de cavalaria, um de artilharia e sete batalhões de caçadores, reunidos em três brigadas. A cavalaria e a 1.ª Brigada, do coronel Bernardo de Araújo Padilha, seriam a vanguarda, a 2.ª Brigada, do coronel Bernardo de Araújo Padilha, seria o grosso e a 3.ª Brigada, do coronel Miguel Costa, seria a retaguarda.
| Comando geral: Isidoro Dias Lopes Chefe de Estado-Maior: tenente-coronel Antonio Mendes Teixeira 1.ª Brigada (coronel Bernardo de Araújo Padilha) - 1.º Batalhão de Caçadores (capitão Olintho Tolentino de Freitas Marques) - 2.º Batalhão de Caçadores (tenente (comissionado capitão) Luiz de França Albuquerque) 2.ª Brigada (coronel Olinto Mesquita de Vasconcelos) - 3.º Batalhão de Caçadores (capitão (comissionado major) Juarez Távora) - 4.º Batalhão de Caçadores (tenente (comissionado capitão) Nélson de Melo) 3.ª Brigada (coronel Miguel Costa) - 5.º Batalhão de Caçadores (tenente (comissionado capitão) João Cabanas) - 6.º Batalhão de Caçadores (capitão Coriolano de Almeida Júnior) - 7.º Batalhão de Caçadores (tenente (comissionado capitão) Arlindo de Oliveira) Regimento de Cavalaria (general João Francisco) Regimento Misto de Artilharia (tenente-coronel Newton Estillac Leal) |

O plano era seguir até Mato Grosso pela Estrada de Ferro Noroeste, entrando por Três Lagoas, mas essa posição já estava ocupada pelos legalistas. Restava dar a volta em São Manoel e Botucatu e deslocar-se pela Sorocabana até a divisa mato-grossense. Os batalhões de João Cabanas e Juarez Távora cobriram a retaguarda dos revolucionários na passagem por Botucatu; Távora ficou nessa cidade, e Cabanas, em São Manoel. O capitão Guimarães, com 150 voluntários, foi enviado de Bauru a Araçatuba para resistir a um eventual avanço dos legalistas mato-grossenses; governos revolucionários foram instalados nessa cidade e em Lins e Promissão, no caminho. Os revolucionários foram mais longe e lançaram um ataque a São José do Rio Preto, vindos de Mirassol, no dia 31, mas foram repelidos.
O comando legalista, ao tomar conhecimento da evacuação da capital, manteve os mato-grossenses na direção de Bauru e mandou destacamentos para alcançar os revolucionários e impedir sua saída do território paulista: o general Azevedo Costa continuou suas operações pelo sul, enquanto o general Martins Pereira transmitiu o comando, a 30 de julho, ao coronel Malan d'Angrogne. Este comandante servia na capital estadual, de onde trouxe reforços. O coronel Pantaleão Teles Ferreira foi também transferido da capital com suas forças, e os destacamentos Teles e Malan foram postos à disposição do general Azevedo Costa em 31 de julho. Malan alcançou Itirapina na madrugada de 1.° de agosto.

### Choques em Botucatu

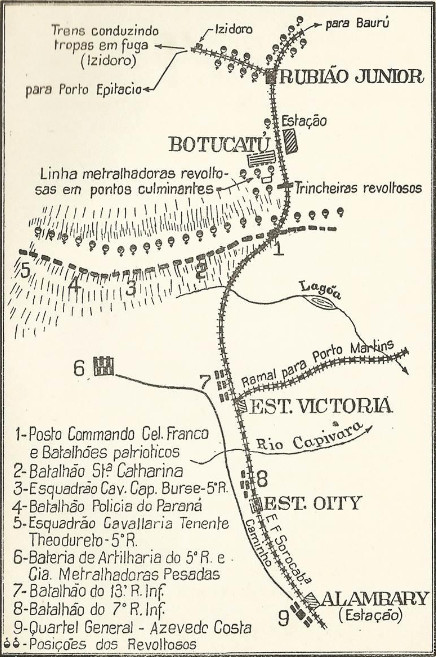
Posições de combate em Botucatu

Um destacamento da Coluna Sul foi enviado na direção de Bauru, sob o comando pelo coronel Trajano e composto do 7.º RI, dois esquadrões do 5.º RCD, um batalhão do Paraná e uma bateria do 5.º RAM. O destacamento Teles foi encarregado de tomar Salto Grande, e o destacamento Malan guardou o flanco. A Brigada Militar do Rio Grande do Sul dirigiu-se à região de Jacarezinho-Ourinhos, para bloquear qualquer movimento revolucionário ao Paraná pela via férrea.
Em 31 de julho ou 1.º de agosto o destacamento Trajano encontrou o batalhão Távora na serra de Botucatu. A seis quilômetros dali, na estação de Rubião Júnior, estavam passando os trens com o grosso da divisão revolucionária. Ernani Donato cita uma força de 800 homens no batalhão Távora, incluindo um pelotão alemão e outro húngaro, contra 3 000 legalistas armados de artilharia. Os combates duraram 40 horas. Após a passagem dos trens, o batalhão revolucionário também embarcou à noite, quando o contato foi rompido. Os legalistas registraram três feridos no 7.º RI e a tomada de 54 prisioneiros.
Ao mesmo tempo, uma força de cavalaria e artilharia tentou contornar a defesa de Botucatu por um ramal férreo que partia de Vitória, mas foi bloqueada por uma companhia do batalhão Cabanas na região de Redenção. Segundo Cabanas, seu batalhão, tendo recebido ordens para abandonar São Manoel, passou pela estação de Botucatu quando os legalistas já estavam entrando na cidade. Ocupando-se Rubião Júnior, a ligação dos revolucionários a São Manoel e Bauru foi cortada.
Um último trem revolucionário, com 113 ocupantes, foi descarrilhado por autoridades locais em São Manoel e atacado pela vanguarda da coluna Malan, que apreendeu a composição e tomou, dependendo das fontes, 64 ou 67 prisioneiros. Morreram em combate 14 dos revolucionários, ao custo de dois mortos e nove feridos entre os legalistas. O comandante da composição, o capitão Alberto Costa, conseguiu escapar com alguns de seus subordinados e alcançar a retaguarda revolucionária em Avaré. Outro destacamento legalista, vindo da direção contrária, também se dirigia ao ataque, mas só alcançou o local depois da vitória.
Em seu relato, o general Azevedo Costa incluiu Botucatu entre suas vitórias, mas há opinião contrária de que o combate foi vitória revolucionária, pois o grosso das tropas rebeldes passou incólume. Toda a Coluna Sul foi reunida em Botucatu em 3 de agosto. Um oficial de reconhecimento foi enviado a Bauru: a 5 de agosto, os legalistas mato-grossenses já estavam naquela cidade, não tendo encontrado os revolucionários no local.

### Vanguarda no rio Paraná

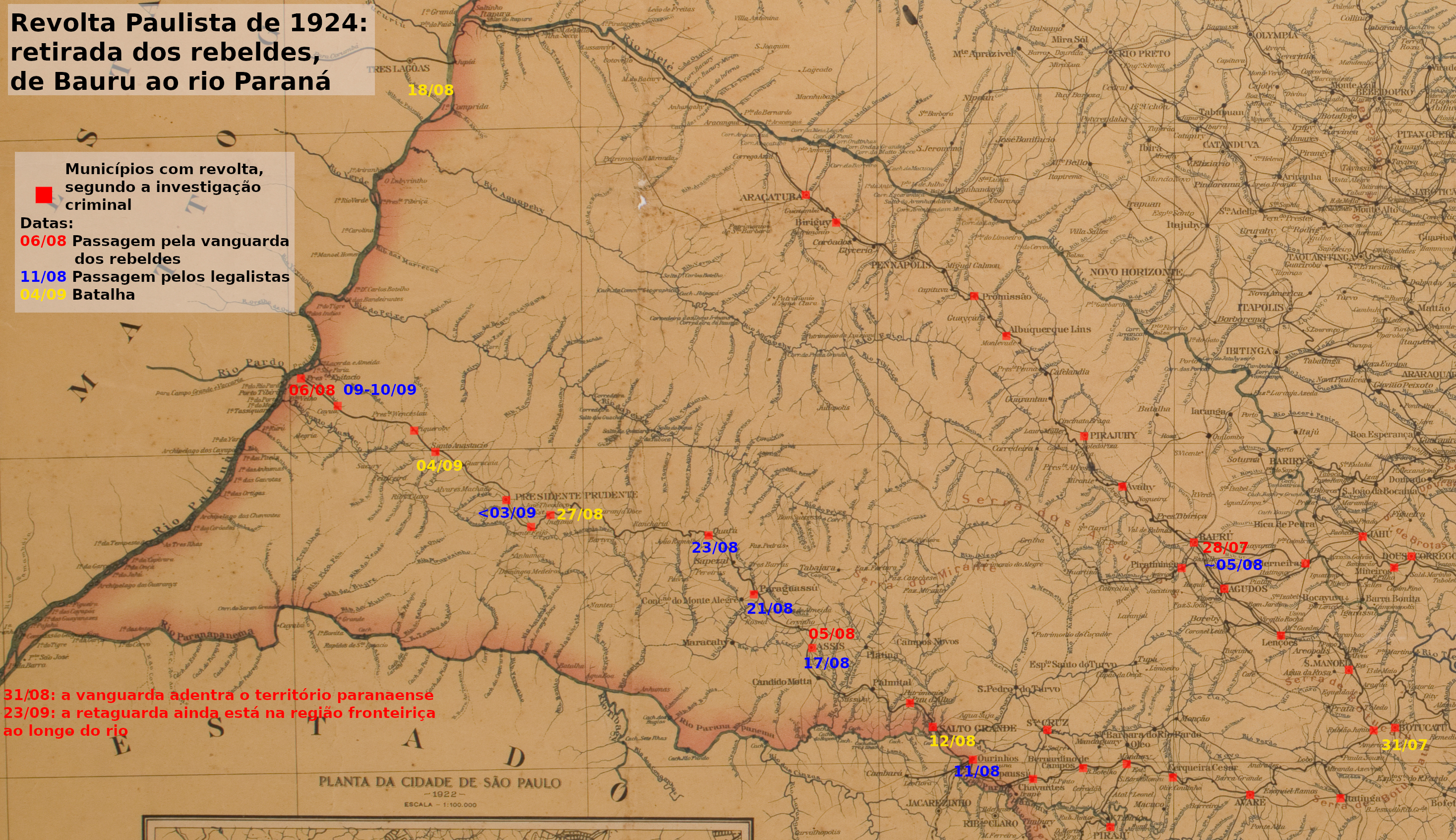
Locais percorridos de Bauru até a divisa estadual

A vanguarda revolucionária era a companhia do capitão Asdrubal Gwyer Azevedo, pertencente ao 1.º Batalhão de Caçadores. Após passar por Avaré, Cerqueira César, Ourinhos e Salto Grande, chegou a Assis em 5 de agosto. Nessa cidade, realizou-se uma solenidade para comemorar o primeiro mês do movimento, e foi editado o jornal O Libertador. Em Presidente Prudente, o chefe local da Sorocabana intentou sabotar a estrada, mas foi impedido por dissidentes locais. A ocupação da cidade pelos rebeldes duraria um mês. A vanguarda alcançou Porto Tibiriçá (atual Presidente Epitácio), às margens do rio Paraná, no dia 6, apreendendo os vapores Guairá, Paraná, Rio Pardo, Brilhante e Conde de Frontin e aprisionando um pequeno contingente legalista. A cidade foi rebatizada em homenagem a Joaquim Távora, importante líder da revolta que pereceu em combate na capital paulista.
Os legalistas mato-grossenses reagiram: no mesmo dia o 11.º RCI, de Ponta Porã, foi enviado ao extremo sul de Mato Grosso para impedir que os revolucionários descessem o rio para Guaíra, na divisa com o Paraná. Em Porto Tibiriçá, revolucionários atravessaram o rio, ocuparam Porto XV de Novembro, na foz do rio Pardo, e estabeleceram patrulhas alguns quilômetros rio acima.

### Ações de retaguarda na Sorocabana

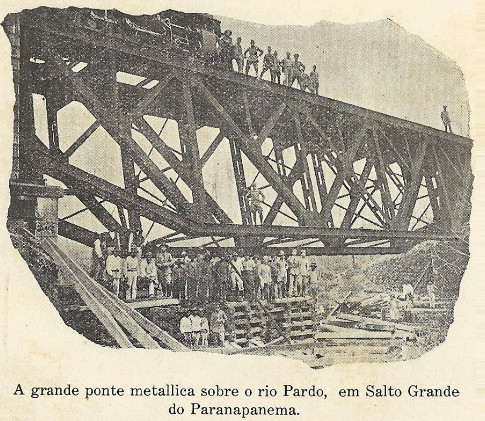
Ponte do rio Pardo, dinamitada pelo batalhão Cabanas e restaurada pelos engenheiros da Coluna Sul

Enquanto a vanguarda alcançava o rio Paraná, a retaguarda ainda tinha Azevedo Costa no seu encalço. Depois de Botucatu, a defesa da retaguarda coube ao batalhão Cabanas. Foram 42 dias de perseguição ao longo dos cerca de 1 200 quilômetros de estrada. Para retardar o movimento legalista, esse batalhão dinamitou a infraestrutura ferroviária no seu caminho. Os legalistas perderam muito tempo reconstruindo as pontes para permitir a passagem dos trens. Com a ferrovia inutilizada, as forças de perseguição motorizavam batalhões inteiros e usavam estradas vicinais, mas as tropas acabavam se perdendo. A destruição ferroviária teve motivos militares, mas foi polêmica; a imprensa governista apresentou Cabanas como um vândalo. Em seu relato, Cabanas afirma que os soldados da Brigada Militar gaúcha vinham em trens carregados de bebida e prostitutas; ele definiu como “frouxo” o avanço legalista. A vegetação estava seca, e ao longo do percurso, jagunços governistas incendiavam as margens das estradas para dificultar a visibilidade dos revolucionários.
De Botucatu, em 3 de agosto, Azevedo Costa enviou sua vanguarda para Avaré e sua retaguarda, com dois batalhões patrióticos, para Faxina (atual Itapeva) e Piraju, de forma a impedir o acesso do inimigo à Sorocabana pela estrada de rodagem. O destacamento Malan foi enviado em manobras de flanco para Santa Cruz do Rio Pardo e Espírito Santo do Turvo, alcançando esta última em 8 de agosto. No dia seguinte, em Avaré, Malan recebeu ordens do Ministério da Guerra para terminar sua atuação em São Paulo, sendo seu destacamento transferido à jurisdição da Circunscrição Militar de Mato Grosso.
Em 11 de agosto a Coluna Sul chegou a Ourinhos, e no dia seguinte enviou o 13.º RI, 5.º RCD e uma bateria de artilharia de montanha para atacar o batalhão Cabanas em Salto Grande. O inimigo escapou à noite em trens previamente preparados, e os legalistas não puderam persegui-lo, pois a ponte sobre o rio Pardo estava destruída. Neste momento a vanguarda da Coluna Sul estava no corte do rio Pardo, em contato com a retaguarda inimiga, o grosso e o posto de comando estavam em Ourinhos e a retaguarda, composta dos "patriotas", estava na região de Bernardino de Campos-Manduri-Cerqueira César. A engenharia legalista demorou até o dia 17 para restaurar a passagem, liberando o avanço do grosso da coluna até Assis. Azevedo Costa reorganizou essa força numa brigada de cavalaria, duas de infantaria e uma mista.
| Brigada Provisória de Cavalaria (coronel Franco Ferreira) - 5.º Regimento de Cavalaria Divisionário, Palmital - 15.º Regimento de Cavalaria Independente, Itararé - Seção de artilharia de montanha, Salto Grande - Seção de metralhadoras do 13.º Regimento de Infantaria, Salto Grande - Esquadrão de cavalaria de patriotas 1.ª Brigada de Infantaria (coronel Trajano) - 7.º Regimento de Infantaria, Chavantes - Grupo policial - Batalhão paranaense, Salto Grande - Batalhão catarinense, Salto Grande - Batalhão paulista, Ourinhos 2.ª Brigada de Infantaria (coronel Abreu Lima) - 13.º Regimento de Infantaria, Salto Grande - Grupo Policial do Rio Grande, Botucatu 3.ª Brigada Mista (coronel Pantaleão Teles Ferreira) - 11.º Regimento de Infantaria, Botucatu - 15.º Batalhão de Caçadores, Botucatu - Duas baterias do 1.º Regimento de Artilharia Montada, Botucatu - Seção do 1.º Grupo de Artilharia Pesada, Botucatu Tropa sem brigada - Bateria do 5.º Regimento de Artilharia Montada, Ourinhos - Bateria do 1.º Grupo de Artilharia de Montanha, Salto Grande |

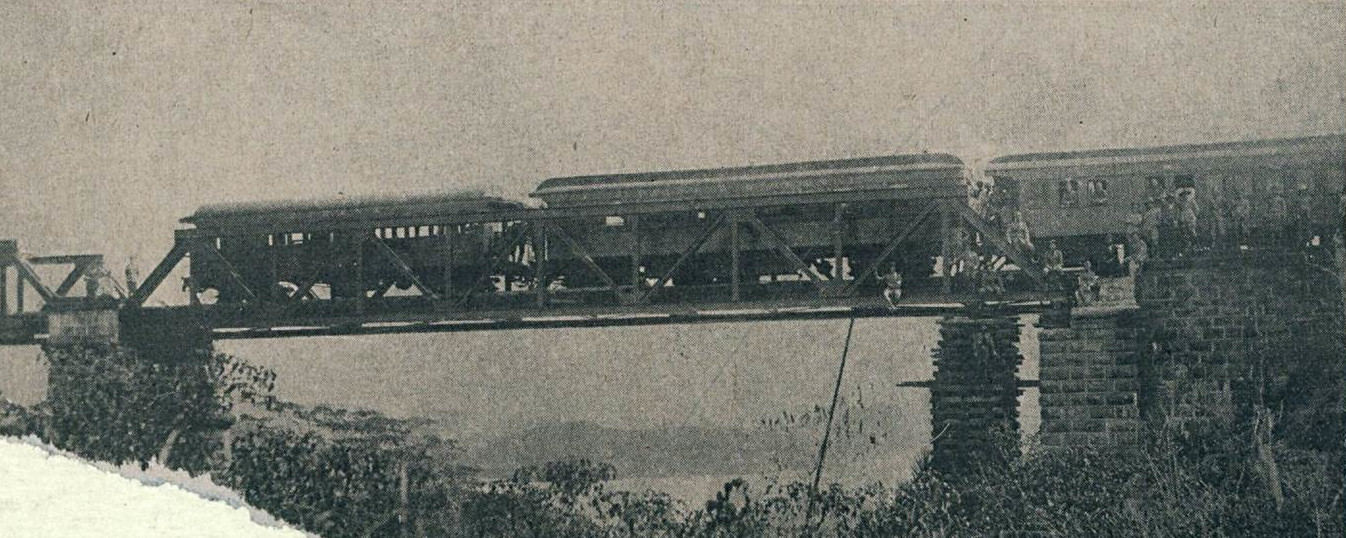
Ponte ferroviária no interior

A brigada de cavalaria seguiu adiante, pelas estradas de rodagem, e no dia 21 capturou um comboio dos revolucionários em Paraguaçu. No dia 23 encontraram em Quatá locomotivas inutilizadas e um incêndio nos vagões de passageiros e na madeira serrada que aguardava transporte às margens da estrada; a vanguarda atacou Rancharia, mas foi repelida. À noite os revolucionários abandonaram a estação e incendiaram a madeira. Presidente Prudente foi alcançada a 23 de agosto.
O grosso da coluna foi novamente atrasado por uma ponte destruída, agora no rio Capivara. No dia 25 a brigada mista foi dissolvida, e a maior parte de suas forças transferidas. A brigada de cavalaria atacou o batalhão Cabanas em Indiana no dia 27, com uma ação envolvente: o 5.º RCD à esquerda, cavalaria irregular no centro e 15.º RCI à direita. Novamente os revolucionários escaparam à noite. Segundo Azevedo Costa, seu inimigo teve dois mortos e quatro feridos. Em 31 de agosto ele reorganizou sua tropa em duas colunas, da direita e da esquerda, e a 3 de setembro já tinha fixado seu posto de comando em Presidente Prudente.
| Coluna da esquerda (coronel Franco Ferreira) - 5.º Regimento de Cavalaria Divisionário (coronel Alfredo Floro Cantalica) - 7.º Regimento de Infantaria (tenente-coronel Primo Dias) - Grupo/bateria de artilharia de montanha (tenente Côrrea Lima) - Companhias de metralhadoras pesadas: - do 13.º Regimento de Infantaria (tenente Euclides Zenóbio da Costa) - do 7.º Regimento de Infantaria (tenente Rolim) - Esquadrão de cavalaria de patriotas (capitão Onésio Costa) - Companhia de engenharia de patriotas Grosso ou coluna da direita (comando direto do general ou do tenente-coronel Ciro Vidal) - 15.º Regimento de Cavalaria Independente{{nre\|Omitido por Falcão 1962 - Grupo policial - Batalhão paranaense - Batalhão catarinense - Batalhão paulista - 2.º Batalhão de patriotas (“Washington Luís”) - Grupo Policial do Rio Grande (coronel Lúcio Esteves) - Grupo'/bateria de artilharia de montanha - Bateria de artilharia pesada/Bateria de 75 mm do 5.º Regimento de Artilharia Montado |

No trecho seguinte da perseguição, a Coluna Sul tinha dois eixos: a ferrovia e a estrada "boiadeira", às margens do rio Santo Anastácio. A "boiadeira" cruzava uma região de densa floresta e em alguns trechos tinha condições comparáveis a uma picada. Em 3 de setembro o grosso da coluna tomou o rumo da ferrovia, com a Brigada Militar na vanguarda, e no dia seguinte a coluna da esquerda iniciou a travessia da "boiadeira", tendo à frente uma companhia de engenharia para desobstruir obstáculos e reconstruir pontilhões. Devido ao terreno, a comunicação entre as duas colunas era precária. Ambas colunas travaram combates, mas o grosso somente teve contato com patrulhas da retaguarda inimiga.
Uma esquadrilha de aviação foi incorporada à Coluna Sul e sobrevoou Presidente Epitácio em 4–5 de setembro, mas não teve condições técnicas para mais operações. Em Santo Anastácio travou-se um combate notório. A Brigada Militar encontrou um inimigo entrincheirado e bem posicionado e atacou às 16h00 do dia 4. A vanguarda foi o 2.º Batalhão de Caçadores, seguido da Companhia de Metralhadoras Pesadas e do 1.º Batalhão. O combate cessou durante à noite, e os revolucionários aproveitaram para escapar de trem. Os gaúchos registraram quatro mortos e seis feridos do seu lado e quatro mortos, 18 feridos e 13 doentes capturados no inimigo; Cabanas relata ter perdido 80 homens, entre mortos, feridos e extraviados. O general Azevedo Costa cita 48 mortos, feridos e prisioneiros em mãos dos legalistas.

### Invasão a Mato Grosso
Às margens do Paraná, a inatividade desanimava a tropa. As lideranças dividiam suas opiniões sobre o próximo passo. O coronel João Francisco era contra uma estratégia defensiva e preferia descer o rio até o trecho entre Guaíra e Foz do Iguaçu e avançar até Ponta Grossa por terra. De sua posição no oeste paranaense, a coluna se ligaria com os oficiais comprometidos com a revolução no Rio Grande do Sul. Isidoro preferia subir o rio até Três Lagoas e invadir Mato Grosso, onde os revolucionários proclamariam o “Estado Livre da Brasilândia” e teriam condições de resistir e até contra-atacar.
O plano de invasão a Mato Grosso produziria resultados mais imediatos e foi aprovado pela oficialidade. As informações eram que Três Lagoas estava fracamente defendida e as demais guarnições mato-grossenses poderiam aderir. Na realidade o governo já concentrava suprimentos e tropas na cidade. Unidades mato-grossenses (uma bateria de artilharia, o 17.º BC, 18.º BC e 50.º RC) retornavam de Bauru para defender os portos na margem direita do rio Paraná. O 17.º BC já estava em Três Lagoas no dia 10. O destacamento Malan, com seus reforços de Minas Gerais, entrou em Mato Grosso entre 13 e 17 de agosto. Unidades mato-grossenses foram transferidas ao comando desse oficial, somando uma força de 800 homens.
Uma primeira força de invasão a Mato Grosso embarcou em Porto Tibiriçá no dia 8. No dia 12 uma emboscada legalista no Campo Japonês, ao sul de Três Lagoas, matou um de seus comandantes, o tenente Luiz Barbedo, e a expedição abandonou o terreno ocupado. O comando revolucionário preparou uma expedição maior, comandanda por Juarez Távora, que desembarcou na manhã do dia 17, a 27 quilômetros da cidade. Ela era composta do 3.º Batalhão, reforçado pelas companhias Gwyer e Azhaury, do 1.º Batalhão, e uma seção de artilharia do capitão Filinto Müller, somando 570 homens. A tropa de choque era composta principalmente de estrangeiros.
Essa força de invasão sofreu uma derrota severa no dia seguinte, no Campo Japonês, onde enfrentou a coluna Amaral, composta de 145 homens da Força Pública de Minas Gerais, e companhias do 12.º Regimento de Infantaria. Pelos números da Gazeta de Notícias, os revolucionários tiveram 24 mortos, 23 feridos e 67 prisioneiros, e os legalistas, 4 mortos e 28 feridos. A “República da Brasilândia” foi frustrada, e os sobreviventes retornaram a Porto Tibiriçá. Para os revolucionários, só restou a opção de descer o rio na outra direção e ocupar o oeste paranaense. A derrota teve um benefício: os legalistas concentraram-se mais a norte na divisa, deixando o caminho ao Paraná menos protegido.

### Porto Tibiriçá
A vanguarda revolucionária começou a descida do rio em 23 de agosto. No dia 9, 10 ou 12 de setembro os legalistas finalmente alcançaram Porto Tibiriçá. Todos os revolucionários já haviam deixado o porto a caminho do Paraná, encerrando um controle revolucionário de 37 dias. Os "patriotas" tiveram sua última escaramuça a cerca de quinhentos metros do rio Paraná, na junção das estradas aos portos Tibiriçá e Epitácio. Patrulhas foram lançadas pela floresta e as barrancas do rio para aprisionar os últimos revolucionários. Azevedo Costa guarneceu a região com suas unidades e entrou em contato com o destacamento Malan, que descia a outra margem do rio, onde acabava de reocupar o Porto XV de Novembro.
Alguns soldados doentes foram encontrados num hospital improvisado num armazém ferroviário. Em Porto Epitácio, nas barrancas do Paraná, "havia grande quantidade de maquinismos e ferramentas, centenas de sacos de cereais e oito automóveis de passageiros, furtados em São Paulo, dos quais haviam sido retirados os motores. Nem uma embarcação. Todos os vapores, lanchas, batelões, catraias, até as canoas, foram levadas rio abaixo". Na estação de Presidente Epitácio ficaram para trás "centenas de vagões de passageiros, gôndolas, gaiolas, carros de várias companhias, notadamente da Paulista, da Noroeste do Brasil, e da Sorocabana", junto com 350 operários das ferrovias que haviam acompanhado os revolucionários. A tipografia d'O Libertador foi encontrada num dos carros de bagagem.

### Descida do Paraná
Os combatentes deixavam para trás os povoados e cafezais do oeste paulista e encontravam um ambiente totalmente novo. As margens paulista e mato-grossense do rio eram escassamente povoadas, e do lado mato-grossense não havia nem mesmo linhas telegráficas. A princípio, o governo nem mesmo sabia o paradeiro dos rebeldes.
A vanguarda revolucionária adentrou o território paranense em 31 de agosto na localidade de São José. Em 14 de setembro ela derrotou os defensores de Guaíra, sede da Companhia Mate Laranjeira, possibilitando a conquista do oeste paranaense, que estava fracamente defendido. No dia 23 a vanguarda já quase alcançava Foz do Iguaçu, enquanto a retaguarda ainda estava entre as margens paulista, paranaense e mato-grossense. A viagem foi demorada, de ilha em ilha, com vários combates contra os legalistas na margem mato-grossense. Ao final de outubro, os revolucionários já estavam fixos entre os rios Paraná, Piquiri e Iguaçu.
Outro exército legalista, comandado pelo general Cândido Rondon, enfrentou os rebeldes ao redor de Catanduvas. A campanha no oeste paranaense arrastou-se até abril de 1925, quando chegou do Rio Grande do Sul outra coluna de revolucionários, liderada pelo capitão Luís Carlos Prestes. Sua junção com os rebeldes paulistas formou a Coluna Miguel Costa-Prestes, que deu continuidade ao movimento.

### Citações
1. ↑  Ferreira 2014, p. 252.
2. ↑  Corrêa 1976, p. 167.
3. ↑  Corrêa 1976, p. 125.
4. ↑  Castro 2022, p. 57.
5. ↑  Corrêa 1976, p. 168.
6. ↑  Santos 2019, p. 29-30.
7. ↑  Assunção 2014, p. 70-71, 143.
8. ↑  Cohen 2007, “Estratégias”
9. ↑  Castro 2022, p. 60.
10. 1 2 3  Castro 2022, p. 167.
11. ↑  Meirelles 2002, p. 168.
12. ↑  Corrêa 1976, p. 126.
13. ↑  Castro 2022, p. 160.
14. ↑  Antosz 2000, p. 62.
15. ↑  Castro 2022, p. 160-161.
16. ↑  Corrêa 1976, p. 116, 165-166, 169.
17. 1 2 3 4 5 6  Carneiro 1965, p. 277.
18. 1 2  Santos 2013, p. 33.
19. ↑  Corrêa 1976, p. 166.
20. ↑  Castro 2022, p. 160-163.
21. 1 2 3 4  Woodard 2009, p. 121.
22. ↑  Castro 2022, p. 180.
23. 1 2 3  Woodard 2009, p. 119.
24. ↑  Corrêa 1976, p. 170.
25. ↑  Castro 2022, p. 166.
26. ↑  Corrêa 1976, p. 172-173.
27. ↑  Woodard 2009, p. 120-123.
28. 1 2  Castro 2022, p. 181-182.
29. ↑  Castro 2022, p. 179-182.
30. ↑  Castro 2022, p. 173-176 e 179.
31. ↑  Woodard 2009, p. 122-123.
32. ↑  Corrêa 1976, p. 175-176.
33. ↑  Santos 2013, p. 32-33.
34. ↑  Santos 2013, p. 61-63.
35. ↑  Corrêa 1976, p. 114-118.
36. ↑  Santos 2013, p. 32.
37. ↑  Meirelles 2002, p. 195.
38. ↑  Castro 2022, p. 169.
39. 1 2  Santos 2013, p. 32-33, 42.
40. ↑  Corrêa 1976, p. 114.
41. ↑  Meirelles 2002, p. 66.
42. ↑  Corrêa 1976, p. 115-116.
43. ↑  Nogueira 2014, p. 82.
44. ↑  Camargo 2015, p. 79.
45. ↑  Corrêa 1976, p. 174-175.
46. ↑  Meirelles 2002, p. 86.
47. ↑  Castro 2022, p. 49.
48. ↑  Martins 1992, p. 270.
49. ↑  Mendonça 1997, p. 100.
50. ↑  Mendonça 1997, p. 104.
51. ↑  Meirelles 2002, p. 147.
52. ↑  Santos 2013, p. 44.
53. ↑  Santos 2013, p. 65-73.
54. ↑  Assunção 2021.
55. ↑  Tecchio 2021, p. 30, 52 e 212.
56. ↑  Santos 2013, p. 45-58.
57. ↑  Castro 2022, p. 172 e 179.
58. ↑  Castro 2022, p. 172, 179.
59. ↑  Castro 2022, p. 164.
60. ↑  Costa & Góis 1924, p. 359-361.
61. ↑  Castro 2022, p. 172.
62. ↑  Costa & Góis 1924, p. 357.
63. ↑  Castro 2022, p. 163-167.
64. ↑  Santos 2013, p. 35-36 e 42-43.
65. ↑  Costa & Góis 1924, p. 343.
66. ↑  Costa & Góis 1924, p. 345-348.
67. ↑  Woodard 2009, p. 120.
68. ↑  Santos 2013, p. 72.
69. 1 2 3  Ferreira 2014, p. 249-254.
70. 1 2  Souza 2018, p. 290-292.
71. ↑  Falcão 1962, p. 17.
72. ↑  Souza 2018, p. 292-298, 307 e 313.
73. ↑  Santos 2013, p. 42.
74. ↑  Castro 2022, p. 176-178.
75. ↑  Falcão 1962, p. 11.
76. 1 2 3 4  Falcão 1962, p. 15.
77. ↑  Santos 2013, p. 72-73.
78. 1 2  Camargo 2015, p. 17-21.
79. ↑  Nogueira 2014, p. 88.
80. ↑  Ribeiro 1953, p. 283.
81. ↑  Ribeiro 1953, p. 283-284.
82. ↑  Nogueira 2014, p. 90-91.
83. ↑  Camargo 2015, p. 24-27.
84. ↑  Nogueira 2014, p. 94.
85. ↑  Falcão 1962, p. 16.
86. ↑  Santos 2013, p. 72-75.
87. ↑  Camargo 2015, p. 35-36.
88. ↑  Nogueira 2014, p. 97.
89. ↑  Camargo 2015, p. 28-29, 38-41.
90. 1 2 3  Savian 2023, p. 113.
91. ↑  Santos 2013, p. 73-75.
92. ↑  Santos 2013, p. 75.
93. ↑  Nogueira 2014, p. 69.
94. ↑  Carneiro 1965, p. 278.
95. ↑  Silva 1971a, p. 393.
96. ↑  Silva 1971b, p. 33.
97. ↑  Cascardo 2005, p. 383-384.
98. ↑  Falcão 1962, p. 19.
99. ↑  Santos 2013, p. 74.
100. 1 2  Carneiro 1965, p. 286.
101. ↑  Falcão 1962, p. 20.
102. 1 2  Santos 2013, p. 76.
103. ↑  Savian 2023, p. 113-114.
104. ↑  Santos 2013, p. 74-76.
105. 1 2  Torres 2000, cap. 7.
106. 1 2 3 4 5  Santos 2013, p. 77.
107. ↑  Castro 2022, p. 274-276.
108. ↑  Costa & Góis 1924, p. 364.
109. ↑  Falcão 1962, p. 21, 25.
110. ↑  Malan 1977, p. 220-223.
111. ↑  Ribeiro 1953, p. 284.
112. 1 2  Falcão 1962, p. 23.
113. ↑  Falcão 1962, p. 24.
114. ↑  Ribeiro 1953, p. 284-285.
115. ↑  Falcão 1962, p. 22.
116. 1 2  Donato 1987, p. 232.
117. 1 2 3 4  Ribeiro 1953, p. 285.
118. ↑  Cabanas 2014, p. 91.
119. ↑  Cabanas 2014, p. 94.
120. ↑  Donato 1987, p. 486.
121. ↑  Ribeiro 1953, p. 286.
122. ↑  Falcão 1962, p. 62.
123. ↑  Malan 1977, p. 225.
124. 1 2  Falcão 1962, p. 25.
125. 1 2  Souza 2018, p. 292 e 310-311.
126. ↑  Souza 2018, p. 311.
127. ↑  Castro 2022, p. 189.
128. 1 2  Souza 2018, p. 311 e 320.
129. ↑  Freire 2014, p. 10.
130. ↑  Meirelles 2002, p. 217.
131. ↑  Falcão 1962, p. 30-31.
132. 1 2 3  Meirelles 2002, p. 210.
133. ↑  Heller 2006, p. 67.
134. ↑  Malan 1977, p. 225-227.
135. 1 2 3  Ribeiro 1953, p. 286-287.
136. 1 2  Falcão 1962, p. 26.
137. ↑  Camargo 2015, p. 77.
138. 1 2  Ribeiro 1953, p. 287.
139. ↑  Camargo 2015, p. 56-57.
140. ↑  Camargo 2015, p. 58.
141. 1 2 3 4 5 6  Ribeiro 1953, p. 288.
142. ↑  Camargo 2015, p. 59-60.
143. 1 2 3 4 5  Falcão 1962, p. 27.
144. ↑  Falcão 1962, p. 27-28.
145. ↑  INCAER 1990, p. 123-125.
146. ↑  Ribeiro 1953, p. 251-261.
147. ↑  Castro 2016, p. 39.
148. 1 2  Ribeiro 1953, p. 289.
149. 1 2  Meirelles 2002, p. 211-212.
150. ↑  Torres 2000, cap. 6.
151. ↑  Santos 2013, p. 79.
152. ↑  Souza 2018, p. 315-316.
153. ↑  Freire 2014, p. 9.
154. ↑  Andrade 1976, p. 86-87 e 92-93.
155. ↑  Malan 1977, p. 227.
156. ↑  Falcão 1962, p. 32.
157. ↑  Heller 2006, p. 68.
158. ↑  Andrade 1976, p. 95.
159. ↑  Andrade 1976, p. 90.
160. ↑  Souza 2018, p. 314.
161. ↑  Andrade 1976, p. 88-100.
162. ↑  Souza 2018, p. 313-314 e 317.
163. ↑  CPDOC FGV 2015, TÁVORA, Juarez, p. 7.
164. ↑  Meirelles 2002, p. 222.
165. 1 2  Savian 2023, p. 125.
166. ↑  Savian 2023, p. 124-125.
167. 1 2  Heller 2006, p. 67-68.
168. 1 2  Camargo 2015, p. 124-126.
169. ↑  Falcão 1962, p. 28.
170. ↑  Camargo 2015, p. 128.
171. ↑  Heller 2006, p. 75.
172. ↑  Silva 1971b, p. 39.
173. ↑  Bordim 2014, p. 63.
174. ↑  Savian 2023, p. 140.
175. ↑  Freire 2014, p. 11.
176. ↑  Savian 2023, p. 143.
177. ↑  Bordim 2014.